# Paige Madden
Paige Madden (* 22. Oktober 1998 in Jackson, Mississippi) ist eine Schwimmerin aus den Vereinigten Staaten. Sie gewann bei Olympischen Spielen zwei Silbermedaillen und eine Bronzemedaille, bei Weltmeisterschaften erschwamm sie einmal Silber und einmal Bronze auf der 25-Meter-Bahn.

## Sportliche Karriere
Paige Madden besuchte die UMS-Wright Preparatory School in Mobile, Alabama. Von 2017 bis 2021 studierte sie an der University of Virginia und schwamm für deren Sportteam, die Cavaliers. In ihrem Abschlussjahr gewann sie drei Titel auf den langen Freistil-Distanzen bei den Meisterschaften der National Collegiate Athletic Association.
Sie nahm schon seit 2014 an den US-Meisterschaften teil und startete auch bei den Olympiaausscheidungen 2016. Ihr erster internationaler Start war bei der Universiade 2019 in Neapel. Die 4-mal-200-Meter-Freistilstaffel siegte in der Besetzung Kaersten Meitz, Paige Madden, Claire Rasmus und Gabby DeLoof mit 5,78 Sekunden Vorsprung vor den Italienerinnen. Im Einzelwettbewerb über 200 Meter Freistil gewann DeLoof vor Madden.
Bei den erst 2021 ausgetragenen Olympischen Spielen in Tokio trat Madden im Einzelwettbewerb über 400 Meter Freistil an. Im Vorlauf und im Finale belegte sie jeweils den siebten Platz. Zwei Tage nach dem 400-Meter-Finale schwamm die 4-mal-200-Meter-Freistilstaffel mit Bella Sims, Paige Madden, Katie McLaughlin und Brooke Forde die hinter den Australierinnen zweitschnellste Vorlaufzeit. Im Finale unterboten Allison Schmitt, Paige Madden, Katie McLaughlin und Katie Ledecky die Vorlaufzeit um fast sieben Sekunden. Es gewannen die Chinesinnen mit vier Zehntelsekunden vor dem US-Quartett, 0,56 Sekunden dahinter wurde die australische Staffel Dritte. Die drei Mannschaften auf den Medaillenrängen blieben alle unter dem vorherigen Weltrekord. Alle sechs beteiligten Schwimmerinnen aus den Vereinigten Staaten erhielten eine Silbermedaille.
Fünf Monate später fanden die ebenfalls aus 2020 verschobenen Kurzbahnweltmeisterschaften in Abu Dhabi statt. Über 200 Meter Freistil siegte Siobhan Bernadette Haughey aus Hongkong vor der Kanadierin Rebecca Smith. 0,77 Sekunden hinter Smith und 0,47 Sekunden vor der Slowenin Katja Fain schlug Paige Madden als Dritte an. Über 400 Meter Freistil wurde Paige Madden Fünfte mit über einer Sekunde Rückstand auf die viertplatzierte Russin Anastassija Kirpitschnikowa. In der 4-mal-200-Meter-Freistilstaffel siegten die Kanadierinnen mit dreieinhalb Sekunden Vorsprung vor Torri Huske, Abbey Weitzeil, Melanie Margalis und Paige Madden. Katharine Berkoff und Emma Weyant erhielten Silber für ihren Einsatz im Vorlauf. Die 4-mal-100-Meter-Lagenstaffel wurde Vierte, hier war Madden nur im Vorlauf eingesetzt worden.
Nach ihrer Graduierung setzte Paige Madden ihre Karriere als Schwimmprofi fort. Bei den Panamerikanischen Spielen 2023 in Santiago de Chile siegte sie über 400 Meter und über 800 Meter Freistil. Eine dritte Goldmedaille gewann sie mit der 4-mal-200-Meter-Freistilstaffel. 2024 bei den Olympischen Spielen in Paris fand zunächst der Wettbewerb über 400 Meter Freistil statt, Madden belegte den sechsten Platz. Die 4-mal-200-Meter-Freistilstaffel mit Anna Peplowski, Erin Gemmell, Simone Manuel und Alex Shackell schwamm die viertbeste Vorlaufzeit. Im Endlauf waren Claire Weinstein, Paige Madden, Katie Ledecky und Erin Gemmell fast zwölf Sekunden schneller und erkämpften die Silbermedaille hinter den Australierinnen und vor den Chinesinnen. Über 800 Meter Freistil gewann Katie Ledecky vor der Australierin Ariarne Titmus, 0,71 Sekunden hinter Titmus erkämpfte Madden die Bronzemedaille.